# Aphaniosoma lamellatum
Aphaniosoma lamellatum är en tvåvingeart som beskrevs av Collin 1949. Aphaniosoma lamellatum ingår i släktet Aphaniosoma och familjen gulflugor.
Artens utbredningsområde är Egypten. Inga underarter finns listade i Catalogue of Life.